# Nastja Čeh
Nastja Čeh (Poetovio, 26 gennaio 1978) è un ex calciatore sloveno, di ruolo centrocampista.

## Carriera

### Club
Čeh, dopo aver iniziato la carriera nel Drava Ptuj, è passato al NK Maribor. Ha poi giocato per una stagione all'Olimpia Lubiana e, dopo essere tornato al Maribor, ha firmato per il Bruges. Alla prima stagione in Belgio, ha vinto la coppa nazionale e si è aggiudicato il campionato seguente, ossia il dodicesimo titolo ottenuto dalla squadra.
Ad agosto 2002, ha segnato una rete nel terzo turno preliminare per la UEFA Champions League 2002-2003, ai danni dello Šakhtar. I belgi si sono qualificati dopo una vittoria ai calci di rigore. Nel 2005, è passato all'Austria Vienna in cambio di mezzo milione di euro. Due anni dopo, lo Charleroi ha provato ad ingaggiarlo, ma lo sloveno ha preferito passare ai russi del Chimki. Il 5 gennaio 2009, nonostante avesse giurato amore eterno al Chimki pochi giorni prima, è passato al Panserraikos, in Grecia.

### Nazionale
Ha debuttato con la Slovenia nel 2001 e, l'anno successivo, ha partecipato al campionato del mondo 2002, dove è stato schierato in due partite, entrando sempre come sostituto.

## Palmarès

### Giocatore

#### Club

##### Competizioni nazionali
- Campionato sloveno: 4

Maribor: 1996-1997, 1997-1998, 1998-1999, 2000-2001
- Coppa del Belgio: 2

Bruges: 2001-2002, 2003-2004
- Supercoppa belga: 3

Bruges: 2002, 2003, 2004
- Campionato belga: 2

Bruges: 2002-2003, 2004-2005
- Campionato austriaco: 1

Austria Vienna: 2005-2006
- Coppa d'Austria: 2

Austria Vienna: 2005-2006, 2006-2007